# Péter Gothár
Dans le nom hongrois Gothár Péter, le nom de famille précède le prénom, mais cet article utilise l’ordre habituel en français Péter Gothár, où le prénom précède le nom.
Péter Gothár (né le 28 août 1947 à Pécsn en Hongrie) est un  réalisateur et scénariste hongrois de cinéma.

## Biographie
Après avoir passé son baccalauréat, Péter Gothár étudie durant une année à l'Université d'agronomie de Keszthely puis à l'École supérieure d'hôtellerie de Budapest. En 1968, il change d'orientation et entre à la télévision hongroise en qualité d'assistant-metteur en scène. En 1971, il entame des études à l'École supérieure d'art dramatique et cinématographique (Színház- és Filmművészeti Főiskola) de Budapest et obtient son diplôme de metteur en scène en 1975. 
Entre 1975 et 1979, Péter Gothár est metteur en scène à la télévision hongroise, puis de 1979 à 1992, il est metteur en scène au théâtre Csiky Gergely à Kaposvár et, de 1993 à 2019, il est metteur en scène au théâtre Katona József à Budapest.  
Il est l'auteur de 23 films depuis 1974, dont certains furent récompensés dans de nombreux festivals internationaux. Le Temps suspendu (Megáll az idő), sa réalisation la plus notable, a obtenu huit prix. En 1995, L'Avant-poste (A részleg) a été présenté dans la section Un certain regard au Festival de Cannes 1995.

## Filmographie partielle
- 1979 : Une journée bénie (Ajándék ez a nap)
- 1982 : Le Temps suspendu (Megáll az idő)
- 1986 : Temps (Idő van)
- 1987 : Tiszta Amerika
- 1991 : Melodráma
- 1995 : L'Avant-poste (A részleg)
- 1995: La dernière frontière
- 1996 : Vaska l'arsouille (Haggyállógva Vászka)
- 2001 : Paszport
- 2003 : Magyar szépség